# Menalon-Weg
Der Menalon-Weg (auch Menalon-Trail) ist ein 75 Kilometer langer Wanderweg im Hochland Arkadiens auf der Halbinsel Peloponnes in Griechenland.
Er verläuft größtenteils über ehemalige Hirtenpfade und Verbindungswege zwischen den Dörfern, die bis in die 1950er-Jahre noch genutzt wurden.
Der heutige Wegverlauf wurde erst in jüngerer Vergangenheit von Freiwilligen wieder hergestellt und mit roten, gelben und grünen Wegzeichen mit stilisiertem „M“ markiert. Die Menalon Social Enterprise unterhält in Stemnitsa ein Informationsbüro zum Weg.

## Wegverlauf
Der Startpunkt des Menalon-Weges befindet sich in Stemnitsa am Glockenturm der orthodoxen St.-Georgios-Kirche auf ca. 1070 m. Insgesamt werden rund 3200 Höhenmeter (Aufstieg) und 3050 Höhenmeter (Abstieg) überwunden, bis das Ziel  am Heldenplatz in Lagkadia, nahe der Taxiarchos-Kirche, erreicht wird.
| Etappe | Start       | Ende          | Kennzeichen | Länge   | Sehenswürdigkeiten                                                                      |
| ------ | ----------- | ------------- | ----------- | ------- | --------------------------------------------------------------------------------------- |
| 1      | Stemnitsa ⊙ | Dimitsana ⊙   |             | 12,5 km | Lousios-Schlucht, Kloster Prodromou ⊙, Neues Philosophou-Kloster ⊙, Wasserkraftmuseum ⊙ |
| 2      | Dimitsana   | Zygovisti ⊙   |             | 3,7 km  |                                                                                         |
| 3      | Zygovisti   | Elati ⊙       |             | 16,8 km |                                                                                         |
| 4      | Elati       | Vytina ⊙      |             | 8,5 km  | Mylaon-Schlucht, Tselepi-Mühle (Ruine), Zarziou-Brücke                                  |
| 5      | Vytina      | Nymphasia ⊙   |             | 5,5 km  | Steinbogenbrücke von Tzavarena                                                          |
| 6      | Nymphasia   | Magouliana ⊙  |             | 8,8 km  | Kernitsa-Kloster                                                                        |
| 7      | Magouliana  | Valtesiniko ⊙ |             | 6,8 km  |                                                                                         |
| 8      | Valtesiniko | Lagkadia ⊙    |             | 13,9 km |                                                                                         |

## Flora und Fauna
Der Weg verläuft durch die für Arkadien typischen Nadelwälder. Kermes-Eichen finden sich sowohl als Bäume wie auch vergesellschaftet mit Ginster als Sträucher.
In der Umgebung des Weges wachsen auch endemische, bedrohte und geschützte Arten wie beispielsweise die Chalzedonische Lilie, Orphanides-Tulpe, Griechische Schachblume und Orchideen wie das Riesenknabenkraut, Braune Ragwurz oder der Violette Dingel.
Wildtiere können im Menalon-Gebiet vergleichsweise ungestört leben. Ein großer Teil der Artenvielfalt konnte so bisher gewahrt bleiben. Die großen Säugetiere Wolf, Reh und Wildschwein verschwanden in den 1940er Jahren, das Wildschweins wurde jedoch kürzlich als Wildtier auf der Peloponnes wieder eingeführt.
Neben den üblicherweise in der ländlichen Landschaft vorkommenden Säugetieren (Fuchs, Marder, Wiesel, Igel, Nagetiere) finden sich auch Fledermäuse, Spitzmäuse, Siebenschläfer und gelegentlich der Schakal.
In der Nähe von permanenten oder temporären, fließenden oder stehenden Gewässern leben Reptilien und Amphibien, wie verschiedene Frosch- und Krötenarten, Ringelnattern und Salamander. Häufig sind Eidechsen, auch die endemischen Arten des Peloponnes. Daneben finden sich die griechischen Schildkröten und eine Vielfalt an Schlangen, unter anderem die giftige Östliche Eidechsennatter und die ebenfalls giftige Europäische Hornviper.

## Auszeichnungen
Der Menalon-Weg wurde als erster Wanderweg Griechenlands von der European Ramblers Association in die Liste der Leading Quality Trails - Best of Europe aufgenommen. Diese Auszeichnung gilt vorläufig bis Ende 2025.